# Автономний край Косово і Метохія (1946—1974)
Автономний край Косово і Метохія  (сербохорв. Autonomna Pokrajina Kosovo i Metohija, Аутономна Покрајина Косово и Метохија) — автономний край Сербії в рамках ширшої федерації Югославія у 1946 — 1974 роках, замінений на Соціалістичний автономний край Косово.

## Історія
У міжвоєнний період термін Косово було пов'язано з конкретним регіоном, який не мав ніякої автономії. Його новий статус було впроваджено після закінчення війни і встановлення комуністичного режиму Тіто на південному сході Сербії. Адміністративний статус Косова в останній раз мало у вигляді османської провінції. До 1946 року одна частина Османської провінції відійшла новій Югославській Республіці Македонія (в тому числі колишня столиця Скоп'є), тоді як інші місцевості було передано Чорногорії. Також частина вілаєту відійшла Албанії після Лондонського договору 1913 року й Сербії. Межі нової провінції були розмежовані з метою включення великого терену з великою албанською меншиною до складу Сербії, і тим самим було створено Автономний край Косово і Метохія в 1946 році (у випадку з Воєводиною статус вищого рангу — статус краю було присвоєно з самого початку комуністичної влади).
Офіційно Косово стало автономним краєм у 1963 році, хоча центральна комуністична влада не дозволила поверненню багатьох біженців — етнічних сербів. Ця заборона докорінно змінила етнічну структуру. Албанці стали більшістю.
Автономний край Косово і Метохія отримав більше автономії та власний уряд у складі Сербії і Югославії у 1970-х, його назва офіційно була змінена на Соціалістичний автономний край Косово («і Метохія» у назві було скасовано, через те що цей термін не використовували албанці Косова, зате додано «соціалістичний» задля наголошення на дотриманні комуністичною Югославією ідеалів соціалізму), відповідно до конституцій СФРЮ і СР Сербії, САКК також отримав свою власну конституцію.

## Адміністративно-територіальний поділ Югославії та її складових (1943-2010)
| 1943          | 1946           | 19631                   | 19741                   | 1991                    | 1992                       | 1999                       | 2003                       | 2006                 | 2008                 |
| ДФЮ           | ФНРЮ           | СФРЮ                    | СФРЮ                    | розпущена               | розпущена                  | розпущена                  | розпущена                  | розпущена            | розпущена            |
| ФД БіГ        | НР БіГ         | СР Боснія і Герцеговина | СР Боснія і Герцеговина | СР Боснія і Герцеговина | Боснія і Герцеговина       | Боснія і Герцеговина       | Боснія і Герцеговина       | Боснія і Герцеговина | Боснія і Герцеговина |
| ФД Хорватія   | НР Хорватія    | СР Хорватія             | СР Хорватія             | Республіка Хорватія     | Республіка Хорватія        | Республіка Хорватія        | Республіка Хорватія        | Республіка Хорватія  | Республіка Хорватія  |
| ФД Македонія  | НР Македонія   | СР Македонія            | СР Македонія            | Республіка Македонія    | Республіка Македонія       | Республіка Македонія       | Республіка Македонія       | Республіка Македонія | Республіка Македонія |
| ФД Македонія  | НР Македонія   | СР Македонія            | СР Македонія            |                         | ФРЮ                        | ФРЮ                        | Сербія і Чорногорія2       | розпущена            | розпущена            |
| ФД Чорногорія | НР Чорногорія  | СР Чорногорія           | СР Чорногорія           | СР Чорногорія           | Р Чорногорія (федеративна) | Р Чорногорія (федеративна) | Р Чорногорія (федеративна) | Чорногорія           | Чорногорія           |
| ФД Сербія     | НР Сербія      | СР Сербія               | СР Сербія               | СР Сербія               | Р Сербія (федеративна)     | Р Сербія (федеративна)     | Р Сербія (федеративна)     | Сербія               | Сербія               |
| ФД Сербія     | • АК Воєводина | • САК Воєводина         | • САК Воєводина         | • АР Воєводина          | • АР Воєводина             | • АР Воєводина             | • АР Воєводина             |                      |                      |
| ФД Сербія     | • АК Косово 3  | • САК Косово            | • САК Косово            | • АК Космет 3           | • АК Космет 3              | Протекторат ООН            | Протекторат ООН            | Протекторат ООН      | Республіка Косово    |
| ФД Словенія   | НР Словенія    | СР Словенія             | СР Словенія             | Республіка Словенія     | Республіка Словенія        | Республіка Словенія        | Республіка Словенія        | Республіка Словенія  | Республіка Словенія  |

| ФНР | "Федеративна Народна Республіка" | НР | "Народна Республіка"     |     |                                        |
| АК  | "Автономний Край"                | ФР | "Федеративна Республіка" | САК | "Соціалістичний Автономний Край"       |
| БіГ | Боснія і Герцеговина             | Р  | "Республіка"             | СФР | "Соціалістична Федеративна Республіка" |
| ДФ  | "Демократична Федерація"         | ФД | "Федеральна Держава"     | СР  | "Соціалістична Республіка"             |

1  Роки, коли вступила в дію Конституція СФРЮ та були внесені зміни.

2  Союзна Республіка Югославія.

3  Космет скорочення від Косово і Метохія.